# 时间的女儿
《时间的女儿》（英語：The Daughter of Time）是约瑟芬·铁伊创作于1951年的一本推理小说。本书在美国犯罪作家协会（MWA）票选的史上百大推理小说中名列第四，亦被英国犯罪作家协会（CWA）称之为世界上最佳推理小说。

## 情节
本书书名来自于谚语“真相是时间的女儿”。本书主人翁、倫敦警察廳警官格兰特因病卧床不起，医院中，朋友们送他许多书籍打发时间。一次他注意到了一副理查三世的画像，这位国王长期被描述为一个杀害两个亲生侄子（愛德華五世與舒茲伯利的理查）的恶魔，然而格兰特却凭借直觉认为画中人更像是法官而不是罪犯。尽管护士等人坚持理查是个恶棍，他的兴趣已经被点燃了，开始向朋友们借阅各类历史书籍。理查的罪恶形象主要源头是托马斯·莫尔写的传记，然而莫尔本人并不是理查的同时代人。哈拉尔德小姐介绍了一个年轻男孩布拉特·卡拉丁，格兰特便让其代为搜集资料，卡拉丁就成了一位“学术工人”。
格兰特根据一系列推理作出判断：由于传记并不完整，因此它很可能不是莫尔的原作，莫尔只是根據約翰·莫頓的材料寫作。而莫頓曾参与反对理查的叛乱，但被理查赦免，此人一向声名狼藉。根据大量资料，格兰特和卡拉丁发现理查之前的记录良好，而两个王储也并非他和王位间的障碍。在亨利七世夺得王位后，没有提到二位王子失踪一事。直到20年后才突然出现了“凶手”詹姆斯·蒂勒尔，他未经审判便被秘密处决，根本找不到他的正式招供。而亨利七世对于前朝留下的其他大量王室成员，都假借各种手段予以剪除。对比二人之前的表现，格兰特认为，亨利才更具有犯罪的动机。最后，卡拉丁沮丧的发现对于理查杀侄的质疑早已出现，表示自己本已开始写的书写不出来了。格兰特则说那没有关系，对小卡拉丁施予鼓励。格兰特终于能够下床走路了。

## 評論
安東尼·布歇（Anthony Boucher）稱《時間的女兒》為“推理小說的永恆經典。不是一年中最好的，而是有史以來最好的經典之一”。多蘿西·B·休斯（Dorothy B. Hughes）也稱讚《時間的女兒》－“不僅是這一年中最重要的推理小說之一，而是歷史上最重要的推理小說之一”。
溫斯頓·丘吉爾在他的《英語史》 中說，他堅信理查三世謀殺愛德華五世與舒茲伯利的理查，並補充說：“需要很多精巧的著作使這個歷史爭議被嚴肅看待。艾倫·拉斯切雷斯（Alan Lascelles）爵士的論文中引用了他與丘吉爾的對話。